# Chalcedectus busckii
Chalcedectus busckii är en stekelart som först beskrevs av William Harris Ashmead 1900.  Chalcedectus busckii ingår i släktet Chalcedectus och familjen puppglanssteklar. Inga underarter finns listade i Catalogue of Life.